# Manned Orbiting Laboratory

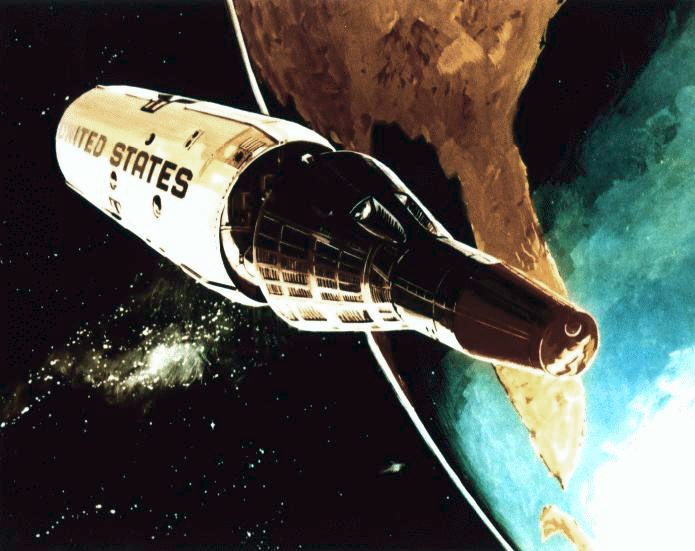
Dessin d'artiste du MOL avec une capsule Gemini.

Le programme Manned Orbiting Laboratory ou MOL (initialement Manned Orbital Laboratory) est un projet de station spatiale habitée américaine qui devait essentiellement être utilisée pour des missions d'observation militaire. Lancé en 1963 par l'Armée de l'Air américaine après l'annulation de son programme Boeing X-20 Dyna-Soar,, le projet est abandonné en 1969 pour des raisons financières après un unique test en vol réalisé avec une maquette de la station spatiale et la capsule Gemini B.

## Historique

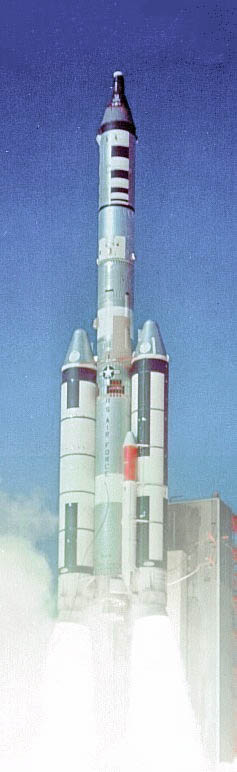
Le lancement test de la station spatiale MOL et de la capsule Gemini B, le 3 novembre 1966, depuis Cap Canaveral.

Dès 1959, la NASA examine dans le cadre du programme Gemini la possibilité de lancer un laboratoire spatial occupé par un équipage de deux personnes. La guerre froide bat à l'époque son plein entre les États-Unis et l'URSS et les autorités militaires américaines cherchent à développer les potentialités des engins spatiaux pour observer les installations militaires soviétiques. Le programme de satellites militaires de reconnaissance est en plein essor mais rencontre certaines limitations. Le projet MOL est lancé le 10 décembre 1963 par l'armée de l'air américaine et vient remplacer le programme militaire de corps portant Boeing X-20 Dyna-Soar annulé par le gouvernement américain. En juin 1964, la société Douglas Aircraft Company est sélectionnée pour construire la station spatiale. En août 1965, le président Lyndon B. Johnson annonce qu'un budget de 1,5 milliard de dollars américains est alloué au projet.
La construction d'un pas de tir est démarrée en mars 1966 à la base de lancement de Vandenberg sur la côte californienne pour permettre l'injection de la station en orbite polaire. Une maquette de la station spatiale réalisée à partir d'un réservoir d'un premier étage du lanceur Titan-II est lancée le 3 novembre 1966 dans le cadre de la mission OPS 0855 pour tester le comportement aérodynamique de l'association de la station et du lanceur. Le fonctionnement d'un vaisseau de type Gemini B, qui est chargé dans le futur de ramener l'équipage de la station à Terre à la fin de sa mission, est également testé. Pour ce vol, il s'agit du vaisseau de la mission Gemini 2 récupéré et adapté : lancé avec la station spatiale, il effectue, contrairement à celle-ci, un vol suborbital ; au cours de la rentrée atmosphérique le comportement du bouclier thermique, qui est traversé sur cette version d'une écoutille pour permettre le passage de l'équipage dans la station spatiale, est testé. En mars 1967, le coût du programme est passé à 2,1 milliards de dollars et le premier vol est repoussé de 1969 à 1970. La puissance attendue du lanceur Titan III est revue à la hausse pour accommoder l'augmentation de la masse de la station : de nouveaux propulseurs à poudre sont développés pour une version du lanceur baptisée Titan-IIIM (M pour MOL) ; les premiers tests au banc d'essai de ces propulseurs ont lieu en avril 1969. En mars 1968, une version de test de la station spatiale est finalisée.
Le 10 juin 1969, le programme MOL est annulé par le gouvernement américain (le secrétaire à la Défense Melvin Laird), ce qui doit permettre d'économiser 1,5 milliard de dollars sur un coût total désormais estimé à 3 milliards de dollars. L'aire de lancement SLC-6 construite à 90 % à Vandenberg doit être achevée ; elle est mise sous cocon pour un usage ultérieur et finalement réaménagée pour permettre les lancements de navettes spatiales en orbite polaire, qui furent annulés. Certains développements effectués dans le cadre du programme sont utilisés, notamment dans le cadre du programme Skylab. Les systèmes de reconnaissance militaire développés sont achevés pour un coût de 225 millions de dollars, pour pouvoir être utilisés sur les satellites de reconnaissance qui reprennent les missions qui devaient être assignées aux équipages de la station. Environ 10 000 personnes sont mises au chômage par l'arrêt du programme.
Les missions de reconnaissance militaire, qui devaient être effectuées depuis la station spatiale, devaient faire partie du programme de reconnaissance militaire Key Hole sous le nom de code KH-10 Dorian. Après l'abandon de la construction du MOL, le rôle que devait jouer la station spatiale est repris par les satellites de reconnaissance KH-9.
En réponse au lancement du programme MOL, l'URSS lance le développement des stations spatiales militaires Almaz.
La capsule Gemini 2 utilisée dans l'unique vol d'essai du programme MOL, la mission OPS 0855, est exposée au Air Force Space and Missile Museum (en) de Cape Canaveral. Un article d'essai exposé au National Museum of the United States Air Force à Wright-Patterson Air Force Base, dans l'Ohio est un vaisseau Gemini B. Il est reconnaissable à ses « US Air Force », écrit sur le côté, et à la trappe circulaire découpée à travers le bouclier thermique.

## Déroulement d'une mission type
La station est placée sur une orbite polaire ou héliosynchrone par un lanceur Titan-IIIM avec son équipage de deux astronautes et un vaisseau spatial Gemini B. Une fois en orbite, l'équipage pénètre dans la station grâce au tunnel qui traverse le bouclier thermique. La durée de la mission est de 40 jours. La station doit permettre d'effectuer des observations avec des caméras dotées d'optique de grande taille. À la fin de la mission, l'équipage réintègre le vaisseau Gemini B avec les pellicules photos des observations effectuées. Le vaisseau se détache de la station, qui n'est plus réutilisée, et effectue une rentrée atmosphérique classique.

## Caractéristiques de la station
La station MOL est un cylindre long de 21,92 m avec le vaisseau Gemini et d'un diamètre extérieur de 3,05 m, pesant environ 14,5 t. La station peut emporter une charge utile de 2,7 t. Pour contrôler son orientation, la station dispose de petits moteurs capables de fournir un Delta-v total de 101 m/s. MOL dispose d'une puissance électrique de 2 kW fournie par des panneaux solaires ou des piles à combustibles. L'atmosphère intérieure est composée d'oxygène et d'hélium.

## Les astronautes du programme MOL

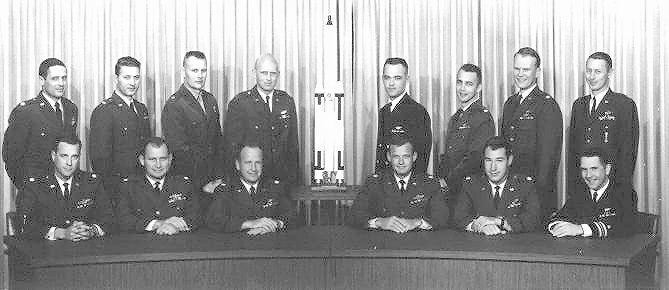
14 des 17 astronautes du programme MOL :
- En haut, de gauche à droite : Herres, Hartsfield, Overmyer, Fullerton, Crippen, Peterson, Bobko et Abrahamson.
- En bas : Finley, Lawyer, Taylor, Crews, Neubeck et Truly.
- Absents : Adams, Macleay et Lawrence.

Des pilotes provenant des rangs des forces armées des États-Unis sont sélectionnés pour constituer les équipages de la station spatiale MOL :
 huit en 1965, cinq en 1966 et quatre en 1967.
- Groupe 1 - novembre 1965
  - Michael J. Adams (Air Force)
  - Albert H. Crews Jr. (Air Force)
  - John L. Finley (Navy)
  - Richard E. Lawyer (Air Force)
  - Lachlan Macleay (Air Force)
  - Francis G. Neubeck (Air Force)
  - James M. Taylor (Air Force)
  - Richard H. Truly (Navy)
- Groupe 2 - juin 1966
  - Karol J. Bobko (Air Force)
  - Robert L. Crippen (Navy)
  - Charles G. Fullerton (Air Force)
  - Henry W. Hartsfield, Jr. (Air Force)
  - Robert F. Overmyer (Marine Corps)
- Groupe 3 - juin 1967
  - James A. Abrahamson (Air Force)
  - Robert T. Herres (Air Force)
  - Robert H. Lawrence, Jr. (Air Force)
  - Donald H. Peterson (Air Force)

Après l'arrêt du programme, en 1969, sept d'entre eux sont embauchés par la NASA, constituant son septième contingent d'astronautes : Truly, de la première sélection, l'ensemble de la deuxième sélection ainsi que Peterson, de la troisième sélection. 
Tous doivent toutefois attendre une douzaine d'années avant de prendre le chemin de l'espace mais ils participent à 17 des premières missions de la navette spatiale américaine, de 1981 à 1985.

### Calendrier des opérations

#### Accomplie
- 3 novembre 1966 - mission OPS 0855 - capsule Gemini 2 rénovée, lancée avec une maquette de la station.

#### Proposées
- 1er décembre 1970 - MOL 1 - premier vol de qualification inhabité Gemini B/Titan 3M (sans une station MOL).
- 1er juin 1971 - MOL 2 - second vol de qualification inhabité Gemini B/Titan 3M (sans une station MOL).
- 1er février 1972 - MOL 3 - un équipage de deux astronautes (James M. Taylor et Albert H. Crews) aurait passé 30 jours en orbite.
- 1er novembre 1972 - MOL 4 - deuxième mission habitée.
- 1er août 1973 - MOL 5 - troisième mission habitée.
- 1er mai 1974 - MOL 6 - quatrième mission habitée. Un équipage composé de Richard H. Truly et de Robert Crippen (tous 2 de la Navy).
- 1er février 1975 - MOL 7 - cinquième mission habitée.